# Тоника СВ (гурт)
Тоніка СВ — болгарський вокальний поп-гурт, створений в 1980 році у Софії.

## Історія
Тоника СВ була утворена 12 березня 1980 в Софії після загальнонаціонального конкурсу ансамблів Головного управління будівельних військ (Главно управление на Строителни войски — ГУСВ). Саме звідси назва — Тоніка СВ. Засновником і менеджером гурту став Стефан Діомов. У конкурсі взяли участь 249 кандидатів з усієї Болгарії. Після 3 турів висококваліфіковане журі вибрало одне сопрано, два альти, одного тенора і одного бас-баритона.
Члени гурту: Ваня Костова (альт, вийшла з гурту у липні 1986), Міліца Божинова (сопрано), Раліца Ангелова (альт), Драгомир Димитров (тенор), Теодор Шишманов (бас-баритон), Еміль Василев (бас-баритон) (1983–1991).
Спочатку протягом майже року існування Тоника СВ перші публічні виступи гурту були катастрофічними. Публіка (в основному солдати) відмовлялася прийняти їх. Міф про стару "Тонику ", безумовно, заважав.
Влітку 1980 року Тоника СВ взяла участь на фестиваалі «Золотий Орфей», як гурт вокалістів-співаків.
У цьому складі був записаний альбом гурту 1982 р. «Приятели» і «Който си свири, зло не мисли» 1988 р., в яких представлені дві пісні Зорниці Попової та текст Йордана Янкова. Це «И още нещо» і «Който си свири, зло не мисли».
Гурт дебютував на молодіжному конкурсі пісень 1981.
Одним з найбільших успіхів Тоники СВ був телевізійний конкурс «Мелодія року» 1981 р., коли пісня «Приятели» була обрана хітом серпня (музика — Стефан Діомов, текст — Георгі Белев), посівше перше місце і стає Піснею року (1981), і «Един неразделен клас», обрана піснею червня (музика — Недко Трошанов, текст — Мілчо Спасов), зайняв друге місце в конкурсі.
У 1982 гурт випустив свій перший альбом «Приятели», включаючи загальні хіти на зразок «Приятели» — музика Стефана Діомова, текст — Георгі Белева,"Аз и моето момиче" — музика Стефана Діомова, текст Ваньо Вальчева, «Един неразделен клас» — музика Недко Трошанова, текст Мілчо Спасова, «И още нещо» — музика Зорниці Попової, Йордана Янкова, «Момчето от шлепа» — текст Димитара Карелезов, «Конче мое» — музика Тончо Русева, текст — Бориса Христова та ін., що досі співали.
У студійному записі пісні «Приятели» чоловічу вокальну партію виконує композитор Стефан Діомов.
На «Золотому Орфеї»-1982 були представлені наступні пісні гурту Тоника СВ: «Като сън» і «И още нещо».
У період з 1981 по 1982 гурт також записав пісні, що не увійшли в альбом «Къде си», «Вечерен вятър», «Карнавал», «Полски път» (разом з молодою співакою Роксаною Белевою), «Твоята китара» — заспівана роком раніше, Маргрет Ніколова — Ако те има" (разом з Орліном Горановим) і балада «Вместо сбогом», яка є останньою піснею болгарської поп-музики авторства Йосифа Цанкова. Нотатки цієї пісні знайдені на його піаніно в день смерті автора в 1971. Через десять років дружина Йосипа Цанкова зв'язалася зі Стефаном Діомовим і дала йому партитуру пісні.
Вибір репертуару здійснював Стефан Діомов, який, окрім своїх пісень, також пропонує пісні інших композиторів. Співаки з Тоники СВ визначали репертуар через голосування. Пісні, що зібрали найбільшу кількість балів, увійшли до списку виконання гурту. Винятком стала пісня «Люлякови нощи».
На телевізійному конкурсі «Пісня року-1982» гурт бере участь з піснею Стефана Діомова і Ваньо Вальчева «Аз и моето момиче».
Болгарське радіо (тоді тільки в Болгарії) транслювало і популяризувало пісні гурту Тоника СВ щодня.
На початку 1983 гурт починає записувати пісні для наступного, другого альбому.
Бас гурту Теодор Шишманов залишає Тонику СВ і починає працювати в Болгарському національному радіо в якості редактора в англійського редакції. На його місце приходить Еміль Василев, колишній хорист ансамблю ГУСВ. З ним закінчуються записи для другого альбому, який виходить в тому ж році з назвою «Мария». З цього альбому, крім назви, особливу популярність отримала пісня «За старата любов» — стара шотландська пісня Роберта Бернса і переклад Володимира Свінтіла, «Цвете за обич» — музика Стефана Діомова, текст Богоміла Гудева, «Малайка» — танзанійська народна пісня, «Старата игра» — музика Стефана Діомова, текст Міхаїла Белчева, «Нощен влак» — Тончо Русева, Ваньо Вальчева, «Едно момче на път» — музика Івана Пеева, «Мандолината» — музика Стефана Діомова, текст Богоміла Гудева та ін.
На телевізійному конкурсі «Пісня року-1983» була представлена пісня Тоники СВ на музику і текст Стефана Діомова — «Мария».
У 1983 він брав участь у записах вокальних партій «Ти, Ромео» и «Цветове» — обидві на музику Стефана Діомова, виконані Росіцею Ганевою для дебютного альбому.
У 1983 вони записали пісню «Жигули» разом з Тодором Кольовим для його альбому.
У 1984 гурт записав пісню Стефана Діомова на текст Найдена Вальчева «Рондо», яка не увійшла в альбом.
Наприкінці 1984 почалися записи третього альбому, що вийшов у 1985 під назвою «Обич».
На телевізійному конкурсі «Пісня року-1985» Тоника СВ брала участь з трьома піснями: «Мирът» (пісня січня) — музика Янко Міладінова, за участі Орліна Горанова, «Казваха ми» (пісня червня) — музика Стефана Діомова, текст Михайла Белчева і «Обич» (пісня грудня) — музика Стефана Діомова, текст Пейо Пантелеева.
Інші популярні пісні з третього альбому — «Звезда» — музика Стефана Діомова, текст Пейо Пантелеєва (згодом зарахований до самостійного репертуару Вані Костової), «Люлякови нощи» — музика Александера Йосифова, текст Павла Матева, «Казваха ми» — музика Стефана Діомова, текст Михайла Белчева, «В някой ден» — музика Стефана Діомова, текст — Георгі Бакалова, «Зима» — музика Тончо Русева, Петра Караангова, «Запази последния танц» — музика Стефана Дімітрова, текст Маргарита Мінькова, акапелло «До утре» — музика Стефана Діомова, текст Михайла Белчева, «Къде си, лято» — музика Стефана Діомова, текст Михайла Белчева за сольної участі в студійному записі Стефана Діомова та інших. Цікавинкою у цьому альбомі є нова версія шотландської пісні «За старата любов». Гурт вирішує спонтанно зробити такий варіант, незважаючи на те, що та ж пісня була у попередньому альбомі. На концерті Тоники СВ з боку слухачів було бажання співати її, але гурт не мав інструментального супроводу через впровадження нової версії пісні у репертуар, тому «За старата любов» була заспівана акапелло. Результат вразив, і тому гурт прийшов до рішення зробити цю пісню саме в такій версії і знову перевидати в новому альбомі.
У 1985 вокалісти Тоники СВ були першими співаками, що співали у нещодавно відкритому дельфінарії у Варні, як гості економічної передачі «За един милиард», що транслювалася безпосередньо на Болгарському національному телебаченні. Там були заспівані пісні «Звезда» і «Къде си, лято». Згодом музиканти з'являються у зменшеному складі без Раліци, що була відсутня через хворобу. За іронією долі, влітку 1988 Ваня Костова була останньою співачкою, яка співала в дельфінарії. Після двох послідовних виступів поп-виконавців щоліта, що супроводжувалися виставами за участю дельфінів, один з дельфінів помирає після гучних звуків і всі концерти закінчуються. Цей неприємний інцидент стався під час візиту Вани Костової в якості сольної співачки влітку 1988.
У 1986 «Пролетния радиоконкурс» («Весняний радіоконкурс») Тоника СВ представляє свою нову пісню «Очакване за пролет» («Очікування весни»), на музику Стефана Діомова і текст Богоміла Гудева, що також не увійшла до альбому.
Через місяць, у липні 1986 Тоника СВ була розділена на дві частини. Ваня Костова і Стефан Діомов вийшли з гурту, а Міліца, Раліца, Драго і Еміль продовжували співати як Тоника СВ до 1991 з головним двигуном групи Емілем. Цей період вважається золотим для гурту.
Ваня Костова розпочала сольну кар'єру.
У 1986 Тоника СВ записала пісню «Жажда» на музику Тончо Русева і текст Лозана Такева.
Тільки в новорічній програмі 31 грудня 1986, що транслювалася на Болгарському національному телебаченні, але була записана наприкінці літа, глядачі зрозуміли, що Ваня Костова більше не є частиною Тоники СВ. Спочатку вона виступала з гітарою і співала пісню «Звезда». Наприкінці програми з'явилися тільки чотири учасники Тоники СВ і заспівали пісню «Жажда». У цій пісні кожен учасник гурту співав 1 пару соло, що було досить красномовно.
У 1988 гурт взяв участь у фестивалі «Золотий Орфей» з піснею «Илюзия».
До 1991 гурт дала більше 4000 концертів, вклюзно з сильними концертами в Україні, Німеччині та Чехословаччині.
У 1988 четвертий альбом Тоники СВ — «Който си свири, зло не мисли». Основним хітом у цьому альбомі є пісня Тончо Русева та Георгі Джагарова — «Нощна песен», більш відома як «Кой ще каже какво е любов». Інші популярні пісні з їхнього четвертого альбому — «Две топли думи», «След раздяла», «Щастие», «Мотив от стара ваза» та інші.
На телевізійному конкурсі «Пісня року-1988» були представлені пісні «Който си свири, зло не мисли» на музику покійної Зорниці Попової, чия пісня дійшла до фінального раунду, і пісня Йонко Попова «Пясъчен миг».
У 1989 році БНТ знімала їхні концерти разом з ще однією співачкою з ансамблю ГУСВ — Росіцею Борджиєвою.
У 1991 Тоника СВ робить заключний концерт у Враці. Увечері після концерту четверо друзів збираються і вирішують через економічні проблеми країни продовжувати співати разом у кращі часи.
12 березня 2015, в день народження Тоники СВ, всі члени групи, без Еміля Василева, який не проживає в Болгарії, зустрічаються і вирішують продовжити знову свою кар'єру на велику радість своїх сотень шанувальників.
Влітку 2015 Тоника СВ брала участь у ювілейному концерті Стефана Діомова «Хайде заедно». Для переповнених літніх театрів Бургаса, Варни та Старої Загори були виконані такі хіти, як «Аз и моето момиче», «Вечерен вятър», «Люлякови нощи», «Сутрин рано, вечер късно», «Приятели» и «Здравей, как си, приятелю».
У грудні 2015 гурт був запрошений в якості спеціального гостя Аль Бано і Роміною Павер на їхній концерт в «Арена Армеец».
9 березня 2016 в залі № 1 Національного палацу культури відбулася презентація вистави Стефана Діомова «Хайде заедно» у софійській версії.
Гурт бере участь на фестивалі «Аполония-2016» у Созополі.
У серпні 2016 концерти Тоники СВ з великим успіхом проходять у літніх театрах Плевена, Русе та Старої Загори.
Влітку 2018 гурт бере участь з «, Нощна песен» у концерті пам'яті Тончо Русева, що відбувся в рамках конкурсу «Бургас и морето».
У грудні 2018 відбувся концерт у Бургаській опері під назвою «Бяла Коледа».
Пісні, які не увійшли до альбомів Тоники СВ:
- 1981–1982 – "Къде си", «Вечерен вятър», «Твоята китара», «Вместо сбогом», «Карнавал», «Полски път» (за участі Роксани Белевої), «Ако те има» (за участі Орлина Горанова)
- 1983 — «Жигули» — разом з Тодором Колевим
- 1984 — «Рондо»
- 1984 — пісня з титульної шапки телешоу пловдивського каналу РТВЦ «За един милиард»
- 1985 — «Мирът» (за участю Орліна Горанова)
- 1986 — Очакване за пролет", «Свежий ветер», «Жажда»
- 1987 — «Легенда за Рачо ковача»
- 1988 — «Илюзия», «Куче», «Все ни пречи нещо»

## Дискографія
- 1982 — Приятели (платівка і касета)
- 1983 — Мария — Малайка — О, Малао (платівка і касета)
- 1985 — Обич (платівка і касета)
- 1989 — Който си свири, зло не мисли (платівка)
- 1995 — Тоника СВ — най-доброто (касета)

Всі ці альбоми були випущені студією «Балкантон».